# Andreas Reinecke
Andreas Reinecke (* zwischen 1675 und 1680 in Eschershausen; † 22. Juni 1727 in Beverungen) war ein deutscher Orgelbauer, der in Nordhessen und Ostwestfalen wirkte.

## Leben
(Michael) Andreas Reinecke und sein Bruder Bernhard (auch: Bernd) (Matthias) Reinecke († 25. Mai 1731) wurden in der zweiten Hälfte der 1670er Jahre im Fürstentum Braunschweig-Wolfenbüttel geboren. Wahrscheinlich haben beide bei Johann Jacob John und vielleicht sogar bei Andreas Schweimb den Orgelbau erlernt und später mit John zusammengearbeitet. Es gibt Hinweise, dass Reinecke bei Johns Vollendung des großen Orgelneubaus in Kloster Riechenberg (II/P/39), den Schweimb begonnen hatte, als Johns Geselle mitgewirkt hat. Während sein Bruder Bernhard im Jahr 1706 in Rhoden eine Werkstatt eröffnete, ließ sich Andreas 1710 in Berndorf nieder, wo er eine Familie gründete. Dort wurden mehrere Kinder Reineckes getauft und beerdigt, so am 12. Mai 1715 die Tochter Margaretha Lisabeth und am 13. November 1716 der Sohn Johannes. Die Tochter heiratete 1731 Georg Kesting und starb sechs Jahre später. Unklar ist, ob die 1721 gestorbene Anna Elsa Reinecke seine Frau oder eine ältere Tochter war. Die Brüder Reinecke arbeiteten bei einigen Projekten zusammen, bis Bernhard verschiedene Unterschlagungen nachgewiesen wurden und Andreas im Jahr 1725 die Kooperation beendete.

## Werk
Andreas Reinecke baute zwischen 1706 und 1717 in Nordhessen und im angrenzenden Ostwestfalen mehrere Orgeln mit Springladen. Sechs Orgelarbeiten sind nachgewiesen, bei anderen ist seine Tätigkeit möglich oder wahrscheinlich. Von seinen verbürgten Werken ist nur in der Bergkirche Thalitter der Prospekt erhalten. Bei Johns vier Orgelbauten in Kloster Riechenberg, Hemer, Kloster Hardehausen und Brenkhausen könnte Reinecke beteiligt gewesen sein. Zusammen mit seinem Bruder vermittelte er die Orgelbautradition der Familie Herbst und von Schweimb/John ins Waldeckische.

## Werkliste
In der fünften Spalte bezeichnet die römische Zahl die Anzahl der Manuale, ein großes „P“ ein selbstständiges Pedal, ein kleines „p“ ein nur angehängtes Pedal. Die arabische Zahl gibt die Anzahl der klingenden Register an. Die letzte Spalte bietet Angaben zum Erhaltungszustand oder zu Besonderheiten. Kursivschreibung zeigt an, dass die Orgel nicht oder nur noch das historische Gehäuse erhalten ist. 
| Jahr      | Ort              | Gebäude           | Bild | Manuale | Register | Bemerkungen |
| --------- | ---------------- | ----------------- | ---- | ------- | -------- | --- |
| 1704      | Bromskirchen     | Ev. Kirche        |      | II/P    | 10       | Zuschreibung: gemeinsames Werk mit Bernhard Reinecke und Daniel Mütze? (oder von Johann Christian Rindt?); hängende Pfeifen im mittleren Pfeifenturm; 1913 umgebaut |
| 1707–1709 | Mengeringhausen  | St.-Georg-Kirche  |      | I/p     | 12       | große Reparatur der Orgel von Peter Heinrich Varenholt (1668); nicht erhalten                                                                                       |
| 1708      | Twiste           | St. Veit          |      |         |          | Neubau; 1861 ersetzt |
| 1710      | Berndorf         | Berndorfer Kirche |      | I/p     | 10       | Neubau; beim Einsturz der Decke im 19. Jahrhundert stark beschädigt und in Folge ersetzt                                                                            |
| 1715      | Borken           | St. Remigius      |      | II/p    | 25       | angehängtes Pedal; Orgel nicht erhalten |
| 1712–1714 | Neuenheerse      | St. Saturnina     |      | II/P    | etwa 35  | Zuschreibung: gemeinsames Werk mit Bernhard Reinecke? Prospekt und einige Pedalregister erhalten                                                                    |
| um 1717   | Schmillinghausen | Ev. Kirche        |      | I       | 6        | Zuschreibung; Prospekt erhalten |
| 1722–1727 | Willebadessen    | Klosterkirche     |      | II/P    | 31       | mit Bruder Bernhard; Orgel nicht erhalten |
| 1724      | Thalitter        | Bergkirche        |      | I/P     | 11       | von Daniel Mütze vollendet; Prospekt mit originalen Pfeifen erhalten                                                                                                |